# Dascanga novotnyi
Dascanga novotnyi är en insektsart som beskrevs av Medler 2000. Dascanga novotnyi ingår i släktet Dascanga och familjen Flatidae. Inga underarter finns listade i Catalogue of Life.